# Anthogonium
Anthogonium é um género botânico pertencente à família das orquídeas (Orchidaceae).